# Russocampus polchaninovae
Russocampus polchaninovae är en spindelart som beskrevs av Andrei V. Tanasevitch 2004. Russocampus polchaninovae ingår i släktet Russocampus och familjen täckvävarspindlar. Inga underarter finns listade i Catalogue of Life.